# 一期一会 (中島みゆきの曲)
『一期一会』（いちごいちえ）は、2007年7月11日に発売された中島みゆきの40作目のシングル。

## 解説
タイトル曲及びカップリング曲とも、2007年4月から『世界ウルルン滞在記"ルネサンス"』（TBS系列・毎日放送制作）のテーマ曲に使用されていた。両曲とも2007年10月3日発売のアルバム『I Love You, 答えてくれ』に収録されている。2013年11月20日発売のベストアルバム『十二単〜Singles 4〜』にも両曲が収録されたが、「昔から雨が降ってくる」はシングルバージョンではなく、アウトロでフェードアウトしないバージョンで収録されている。
このシングルは、CD発売同時にデジタル・ダウンロード配信もされた。

## 収録曲
- 全作詞・作曲：中島みゆき、編曲:瀬尾一三

1. 一期一会
2. 昔から雨が降ってくる
3. 一期一会（TV MIX）
4. 昔から雨が降ってくる（TV MIX）

## メディアでの使用
| # | 曲名                     | タイアップ                                                          | 出典  |
| - | ------------------------ | ------------------------------------------------------------------- | ----- |
| 1 | 「一期一会」             | 毎日放送・TBS系『世界ウルルン滞在記"ルネサンス"』主題歌             | [ 1 ] |
| 1 | 「一期一会」             | BS-TBS『世界ウルルン滞在記リターンズ』主題歌                        |       |
| 1 | 「一期一会」             | 映画『シサㇺ』 主題歌                                               | [ 2 ] |
| 2 | 「昔から雨が降ってくる」 | 毎日放送・TBS系『世界ウルルン滞在記"ルネサンス"』エンディングテーマ | [ 1 ] |

## カバー
| 曲名     | アーティスト               | 収録作品                                                     | 発売日        | 備考                                                      |
| -------- | -------------------------- | ------------------------------------------------------------ | ------------- | --------------------------------------------------------- |
| 一期一会 | 今井麻美、原由実、沼倉愛美 | 『THE IDOLM@STER STATION!!! SECOND TRAVEL 〜Seaside Date〜』 | 2010年6月30日 | ラジオ番組（アニラジ）『THE IDOLM@STER STATION!!!』のDJCD |